# Alfons De Poorter
Alfons De Poorter (Brugge, 15 januari 1871 – 19 februari 1939) was een rooms-katholiek priester en historicus.

## Levensloop
Alfons Aloysius De Poorter doorliep de oude humaniora in het Sint-Lodewijkscollege in Brugge (retorica 1888). Hij trad binnen in het seminarie, zoals twee van zijn broers, terwijl een andere broer Broeder van Liefde werd en twee zusters religieuze werden. Priester gewijd in Brugge (1894) promoveerde hij tot doctor in de wijsbegeerte en letteren, klassieke filologie aan de Katholieke Universiteit Leuven (1899).
Hij werd nog tijdens zijn opleiding privéleraar bij de familie Ronse in Gistel (1892-1896), terwijl hij zijn eigen studies verder zette. Hij werd vervolgens leraar van de retorica in Kortrijk (1900-1906) en had er onder meer de latere bisschop Henricus Lamiroy onder zijn leerlingen. Hij werd principaal van het college in Tielt (1906-1908), een verantwoordelijke en leidinggevende activiteit die hem duidelijk niet lag. Toen de functie van stadsbibliothecaris van Brugge vrijkwam zette hij de ongewone stap naar deze ambtelijke betrekking, die hem veel tijd voor eigen studie liet (1908-1939).
De Poorter was bestuurslid van het Genootschap voor Geschiedenis te Brugge van 1916 tot 1931.
In de volksmond had hij de naam van 'de stenen bisschop'. Hij stierf aan de voet van het altaar, tijdens de Mis die hij opdroeg in de kapel van de Zusters van Sint-Vincentius in de Langestraat.

## Publicaties
De Poorter schreef studies over lokale geschiedenis in Kortrijk en Brugge. Hij gaf ook middeleeuwse Latijnse teksten en Brugse kronieken uit. (Volledige bibliografie in de 'Handelingen van het Genootschap voor Geschiedenis van 1939').
- Catalogue des manuscrits de la Bibliothèque publique de la ville de Bruges, Brussel, 1934.

Publicaties in de Handelingen van het Genootschap voor Geschiedenis te Brugge:
- Le manuel de Jacques de Heere, chanoine de St.-Donatien à Bruges au XVIe siècle, 1901.
- Een inventaris van 't jaar 1752, 1906
- Un recueil des lettres adressées à Adrien de But, étudiant au collège S. Bernard à Paris, 1912
- Le texte original de la règle des Templiers. Le ms. 131 de la bibliothèque de Bruges, 1912
- Quelques notes sur l'obituaire de Ter Doest. Le ms. 395 de la bibliothèque de Bruges, 1914
- Un recueil de théologie ascétique à la bibliothèque de l'évêché de Bruges, 1914
- Liste des incunables de la bibliothèque de la ville de Bruges, 1914
- (met M. Alliaume), Catalogue des manuscrits mathématiques et astronomiques de la bibliothèque de Bruges, 1915-1922
- Poésies latines du moyen-âge à la bibliothèque de Bruges, 1915-1922
- De bibliotheek van meester Jan de Wree, vader van Olivarius, 1923